# Adam Levin von Witzleben
Adam Levin von Witzleben (* 6. Juni 1688 in Delmenhorst; † 30. Oktober 1745 ebenda) war ein deutscher Hofbeamter, der in verschiedenen Funktionen in dänischen Diensten stand.

## Herkunft
Witzleben stammte aus der Liebensteiner oder Oldenburger Linie des alten Thüringer Uradelsgeschlechts von Witzleben und war der Sohn des dänischen Oberjägermeisters und Landdrostes der Grafschaft Delmenhorst Kurt Veit von Witzleben (1645–1719) zu Hude und Elmeloh und der Eleonora Maria geb. von Knuth (1658–1707) aus dem Hause Leisten. Er wurde nach seinem Onkel Adam Levin von Knuth benannt.

## Leben
Witzleben wurde zunächst durch Hauslehrer unterrichtet und wurde später mit seinen Brüdern zu Verwandten nach Gotha geschickt, wo er ab 1700 das Gymnasium besuchte. 1704 wurde er Student der Rechtswissenschaften an der Universität Jena. 1707 ging er zurück in die Heimat und nahm ab 1708 sein Studium an der Universität Leiden wieder auf. 1710 reiste er nach Kopenhagen, wo der Bruder seiner Mutter, Adam Levin von Knuth, als Oberkammerherr und Günstling des Königs Christian V. großen Einfluss und Vermögen erlangt hatte. Auf Vermittlung seines Onkels wurde Witzleben am 30. April 1710 zum Kammerjunker eines königlichen Prinzen ernannt.
Am 25. Juli 1713 wurde Witzleben zum Jägermeister der Grafschaften Oldenburg und Delmenhorst sowie des Herzogtums Bremen ernannt. Die Territorien standen zu dieser Zeit unter der Herrschaft des Königs von Dänemark. Im gleichen Jahr wurde er außerdem mit den Ämtern eines Landrats und Landvogts der Ämter Neuenburg, Apen und Rastede sowie der Vogtei Jade betraut.
1724 ernannte ihn der dänische König Friedrich IV. zum Mitglied der oldenburgischen Regierung. 1729 kehrte er nach fünfzehnjähriger Amtszeit nach Kopenhagen zurück und wurde dort zunächst Hofmeister einer Prinzessin und am 11. Oktober des gleichen Jahres zum Ritter des Dannebrogordens ernannt. Kurz nach seinem Regierungsantritt ernannte ihn Christian VI. zum Oberhofmarschall und 1732 zum Geheimen Rat und Ritter des Ordre de l’union parfaite. 1735 bat er aus gesundheitlichen Gründen um seine Entlassung, wurde aber am 6. Juli 1735 des gleichen Jahres zunächst Amtmann in Husum und Schabstedt und am 12. November 1735 schließlich Landdrost der Grafschaft Delmenhorst.
1738 wurde Witzleben zum Geheimen Konferenzrat befördert. Nach dem Tod Christian Friedrich von Haxthausens wurde Witzleben 1741 schließlich als dessen Nachfolger zum Oberlanddrosten der Grafschaften Oldenburg und Delmenhorst und zum Obervorsteher des Klosters Blankenburg ernannt.

## Familie
Am 1. September 1713 heiratete er auf Schloss Frederiksborg die Hofmeisterin Eleanora Maria von Lüttichau (* 14. April 1669 in Rostock; † 13. Januar 1746), Tochter des mecklenburgisch-güstrowschen Oberhofmeisters Wulf Kasper von Lüttichau und der Eva Maria geb. von Oertzen. Die Ehe war kinderlos, so dass dieser Zweig derer von Witzleben ausstarb. Sein älterer Bruder war der Landrat Christoph Burckhard von Witzleben.